# Quincenal
Un bimensual o un quincenal o un quincenario es un título de prensa escrita que aparece dos veces por mes (una vez cada dos semanas), generalmente en formato de revista (magacín). También se usa el término Quincenario para referirse a las personas encarceladas por un periodo de quince días.
Bimensual también es un adjetivo.

## Quincenal referido a la prensa escrita
En francés, el neologismo quinzomadaire se usó por primera vez en 1970, en la publicación periódica (magacín) Tout !. Con posterioridad, el término se volvió más corriente en el vocabulario propio de la prensa en Francia, y con la publicación de magazines de programas de televisión, los que presentaban dos semanas de la programación de las principales cadenas de televisión. « Quinzomadaires » de este tipo fueron Télé 2 semaines y TV Grandes Chaînes, difundidos a partir de 2004, y también Télé Showbiz aparecido en 2006. No obstante, cuando un « quinzomadaires » se publica el día primero de cierto mes, en realidad ese mes aparece tres veces, los días 1, 15, y 29.
Corresponde hacer notar que los términos bimensual y bimestral se prestan un poco a confusión, ya que a veces se los considera como sinónimos cuando en realidad no lo son. Bimensual significa "cada quince días", mientras que bimestral significa "cada dos meses". En caso de duda, siempre conviene consultar un diccionario o una enciclopedia.

## Quincenarioen el mundo carcelario
Se conocía como quincenarios o quincenarias a aquellas personas encarceladas durante quince días —que se podían prorrogar con otros quince— por un «arresto gubernativo» o policial simplemente por ser consideradas «sospechosas». Normalmente se trataba de personas fichadas por la policía como «vagos», dedicados a la mendicidad, o como «maleantes», o de prostitutas.